# Khamgaon
Khamgaon är en stad i delstaten Maharashtra i västra Indien. Den är den största staden i distriktet Buldhana och är den administrativa huvudorten för en tehsil (en kommunliknande enhet) med samma namn som staden. Befolkningen uppgick till 94 191 invånare vid folkräkningen 2011. Staden är ett viktigt centrum för handel med bomull.